# Gildehauser Venn
Gildehauser Venn este o arie protejată (arie specială de conservare — SAC, sit de importanță comunitară — SCI) din Germania întinsă pe o suprafață de 645 ha, integral pe uscat.

## Localizare
Centrul sitului Gildehauser Venn este situat la coordonatele 52°15′29″N 7°05′51″E / 52.2581°N 7.0975°E.

## Înființare
Situl Gildehauser Venn a fost declarat sit de importanță comunitară în octombrie 1998 pentru a proteja 1 specie de plante. Situl a fost protejat și ca arie specială de conservare în decembrie 2018.

## Biodiversitate
Situată în ecoregiunea atlantică, aria protejată conține 11 habitate naturale: Vegetație psamofilă uscată cu Calluna și Genista, Ape oligotrofe din câmpii nisipoase, cu un conținut foarte redus de minerale (Littorelletalia uniflorae), Ape stătătoare oligotrofe până la mezotrofe, cu vegetație de Littorelletea uniflorae și/sau de Isoëto-Nanojuncetea, Lacuri și iazuri distrofice naturale, Pajiști umede nord-atlantice cu Erica tetralix, Pajiști uscate europene, Liziere de ierburi înalte hidrofile de câmpie și de nivel montan până la alpin, Mlaștini turboase de tranziție și turbării mișcătoare, Depresiuni pe substraturi de turbă de Rhynchosporion, Păduri acidofile de stejar bătrân cu Quercus robur pe câmpii nisipoase, Mlaștini împădurite.
La baza desemnării sitului se află o specie protejată de  plante: Luronium natans.
Pe lângă speciile protejate, pe teritoriul sitului au mai fost identificate 10 specii de plante.